# 청띠집게
청띠집게(blueband hermit crab)는 북미 서해안에 서식하는 집게의 일종으로, 캘리포니아에서 가장 흔한 집게 종이다. 크기는 작으며 다리에 파란색 띠무늬가 있어서 알아보기 쉽다. 검은터번달팽이의 껍데기를 집으로 사용하며, 야행성 스캐빈저로 조류와 시체를 먹고 산다.